# 勒鲁
勒鲁（法語：Le Roux，法語發音：[lə ʁu]）是法国阿尔代什省的一个市镇，属于拉让蒂耶尔区。

## 地理
勒鲁（44°43'25"N, 4°8'48"E）面积16.43 平方千米，位于法国奥弗涅-罗讷-阿尔卑斯大区阿尔代什省，该省份为法国东南部内陆省份，北起顺时针与卢瓦尔省、伊泽尔省、德龙省、沃克吕兹省、加尔省、洛泽尔省和上盧瓦爾省接壤。
与勒鲁接壤的市镇（或旧市镇、城区）包括：巴尔纳斯、马藏拉拜、蒙珀扎苏博宗、圣西尔格昂蒙塔涅。

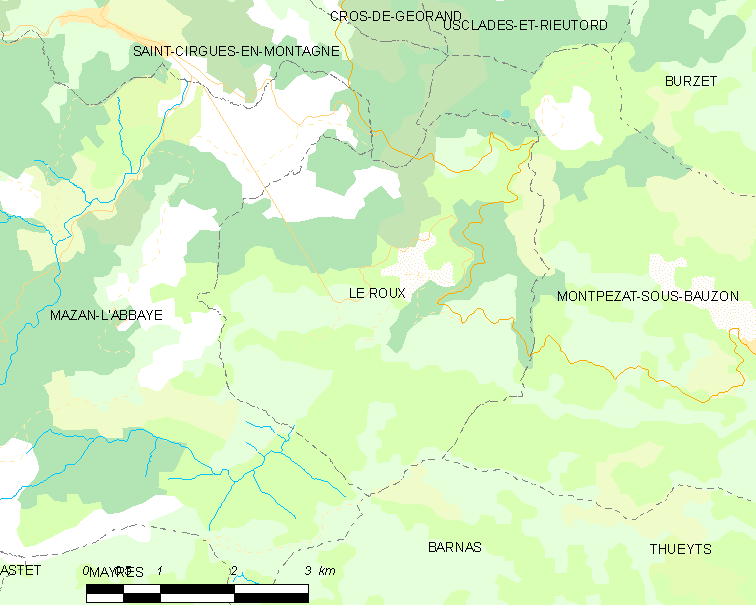
勒鲁的OSM定位图

勒鲁的时区为UTC+01:00、UTC+02:00（夏令时）。

## 行政
勒鲁的邮政编码为07560，INSEE市镇编码为07200。

## 政治
勒鲁所属的省级选区为上阿尔代什县。

## 人口

1962-2008年间勒鲁人口变化图示

勒鲁于2022年1月1日时的人口数量为64人。